# Jenny Colgan
Jenny Colgan (Prestwick, 14 settembre 1971) è una scrittrice britannica.
Nota anche con gli pseudonimi di Jane Beaton o JT Colgan, vince il premio della Romantic Novelists' Association nel 2013 per il romanzo
Welcome to Rosie Hopkins' Sweetshop of Dreams. L'autrice, con le sue opere, è entrata nella lista dei best sellers stilata dal quotidiano statunitense The New York Times.
Con gli pseudonimi di JT Colgan o Jenny T Colgan, ha pubblicato diversi romanzi ambientati nel mondo di Doctor Who; franchise che ha sempre affascinato la Colgan.

## Biografia
Jenny Colgan ha due fratelli e i propri genitori erano entrambi insegnanti. Dopo aver studiato filosofia all'università di Edimburgo, Colgan si trasferì nella capitale britannica per studiare arts administration. Successivamente ha lavorato in ambito amministrativo, per sei anni, all'interno del servizio sanitario nazionale prima di dedicarsi all'attività di scrittrice.

## Opere
- Non sposate quella donna!, Milano, Salani, 2001.
- Apro gli occhi e ti penso, Milano, Salani, 2003.
- Appuntamento al Cupcake Café, Milano, Piemme, 2012.
- La bottega dei cuori golosi, Milano, Piemme, 2013.
- Un tramonto a Parigi, Milano, Piemme, 2015.
- La piccola libreria dei segreti, Roma, Newton Compton Editori, 2023.
- L'isola degli incontri segreti, Roma,  Newton Compton Editori, 2024.
- Mezzanotte alla piccola libreria dei segreti, Roma,  Newton Compton Editori, 2023.